# Val Ferrera
Val Ferrera är en dal i Schweiz.   Den ligger i kantonen Graubünden, i den östra delen av landet, 160 km öster om huvudstaden Bern.
Trakten runt Val Ferrera består i huvudsak av gräsmarker. Runt Val Ferrera är det ganska glesbefolkat, med 22 invånare per kvadratkilometer.